# Pandemia de COVID-19 em Lesoto
Este artigo documenta os impactos da pandemia de COVID-19 no Lesoto e pode não incluir todas as principais respostas e medidas contemporâneas. O primeiro caso foi confirmado no país a 13 de maio de 2020.
Antes disso, Lesoto foi o último país da África a não ter relatado casos de COVID-19 durante a pandemia global.
O país não tinha capacidade para fazer o teste do vírus, e, portanto, para evitar a propagação do vírus, o governo fechou sua fronteira com a África do Sul. Em 18 de março, o governo declarou emergência nacional, apesar de não ter casos confirmados, e fechou as escolas até 17 de abril, mas permitiu que as refeições escolares continuassem. Os viajantes que chegavam deveriam ser colocados em quarentena por 14 dias após a chegada. O primeiro-ministro Thomas Thabane anunciou um lockdown de três semanas a partir da meia-noite de 29 de março. O Lesoto começou a enviar suas amostras ao Instituto Nacional de Doenças Transmissíveis da África do Sul para teste.

## Cronologia

### Maio de 2020
- O Lesoto começou a levantar alguns aspectos do lockdown a partir de 5 de maio.[9]
- O Lesoto confirmou o seu primeiro caso a 13 de maio e o segundo a 22 de maio.[10]
- No final de maio, um dos dois casos confirmados ainda estava ativo.

### Junho de 2020
Dois casos adicionais foram notificados em 3 de junho. Ambos haviam viajado da Cidade do Cabo.
Em 22 de junho, foram registrados oito casos adicionais, sete dos quais viajaram da África do Sul e um do Zimbábue.
Em junho, houve 25 casos confirmados, elevando o número total de casos confirmados para 27. Três pacientes se recuperaram em junho, elevando o número total de pacientes recuperados para 4. Os 23 casos restantes ainda estavam ativos no final de junho. Simulações baseadas em modelos indicam que o intervalo de confiança de 95% para o número de reprodução variável no tempo {\displaystyle R_{t}} tem se mantido estável acima de 1,0 desde o início de junho.

### Julho de 2020
O país registrou sua primeira morte em 9 de julho, quando os casos confirmados subiram para 134. No final do mês, o número de casos confirmados subiu para 604 e o número de mortos para 13. O número de pacientes recuperados aumentou para 144, deixando 447 casos ativos no final do mês.